# N42 (België)
De N42 is een Belgische weg van Kwatrecht bij Wetteren tot Lessen.

## Herinrichting
De N42 is voor steden langs de weg (zoals Zottegem en Geraardsbergen) de belangrijkste toegangsweg. In 2013 werd de N42 tussen Zottegem en Oosterzele aangepast met parallelle ventwegen; fietsers zijn niet meer toegelaten op dit stuk en volgen een alternatieve route. In Zottegem is de N42 vanaf het kruispunt met de N454 (Langestraat) tot het kruispunt met de N46 (De Vos) al ontdubbeld tot een vierbaansweg (Europaweg). In 2020 werden de plannen goedgekeurd  voor een verdere ontdubbeling vanaf 2024 tot vierbaansweg (met een tunnel met rotonde erboven en een carpoolparking in Gijzenzele, ventwegen en vrijliggende fietspaden) vanaf kruispunt De Vos in Zottegem tot de zwevende rotonde in  Kwatrecht (aan de op- en afrit 17 'Wetteren' van de E40).  . In 2023 vernietigde de Raad van State het GRUP voor het stuk tussen Zottegem en Wetteren, waardoor op dat tracé voor 2026 geen spade in de grond zal worden gestoken.  In december 2023 pleitte Voka Oost-Vlaanderen met een actie voor een snelle 2x2-herinrichting van de N42. In 2025 pleitten Unizo en de burgemeesters van Wetteren, Oosterzele en Zottegem voor een snelle verbreding van de N42. In juli 2025 meldde Vlaams minister Annick De Ridder dat er geld wordt vrijgemaakt voor de nieuwe N42 binnen het Vlaamse investeringsprogramma.

## Snelheid
De snelheid op de N42 varieert hoofdzakelijk naargelang de staat en de omgeving van de weg. Vanaf de rotonde in Kwatrecht tot aan het kruispunt met de Oude Wettersesteenweg geldt een snelheidsbeperking van 70 km/u. Op het stuk tussen de Oude Wettersesteenweg in Oosterzele en de rotonde aan de Langestraat      (N454/N42a) in Grotenberge mag men voornamelijk 90 km/u met uitzondering van enkele kruispunten. Het traject tussen de N42a in Grotenberge en de N42c in Wijnhuize (Herzele) ligt hoofdzakelijk in een 'zone 50'. Nadien volgt nog een 4-tal kilometer hetzelfde principe zoals in Oosterzele en Zottegem waar men 90 km/u mag rijden met uitzondering van de verkeerslichten tot aan de Gentse Steenweg in Lierde. Vanaf hier mag men in Vlaanderen voornamelijk 70 km/u met uitzondering van de bebouwde kom in Geraardsbergen. Na Geraardsbergen bevindt de weg zich in Wallonië waar men eerst 90, nadien 70 en uiteindelijk 50 km/u mag in Lessen. 

## Plaatsen langs de N42
Langs de N42 zijn zeven plaatsen of gemeenten gelegen waaronder vier steden. Voor twee daarvan is de N42 de belangrijkste toegangsweg.
- Wetteren
- Oosterzele
- Zottegem
- Herzele
- Lierde
- Geraardsbergen
- Lessen

## Afbeeldingen

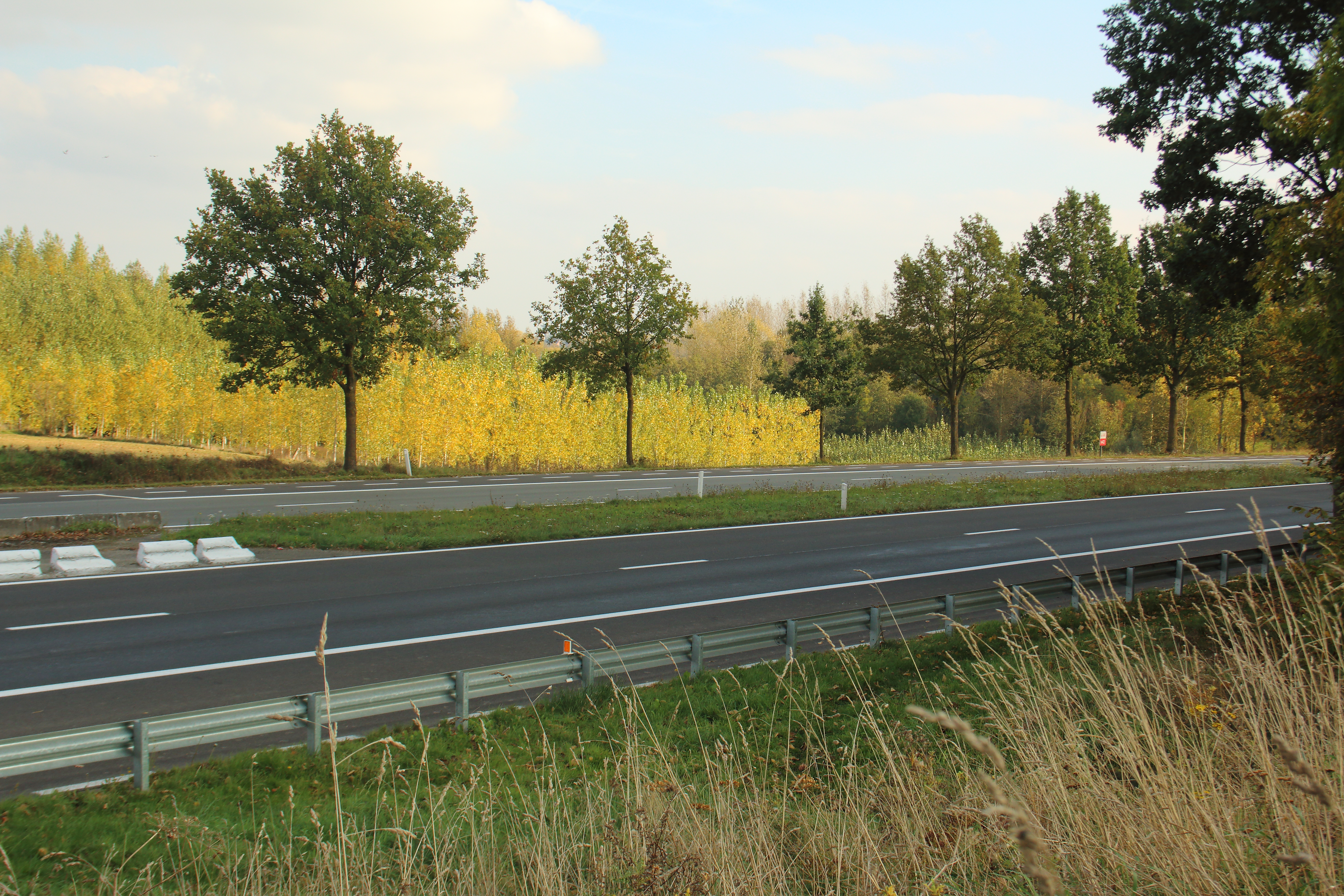
N42 (Europaweg) in Grotenberge (Zottegem)
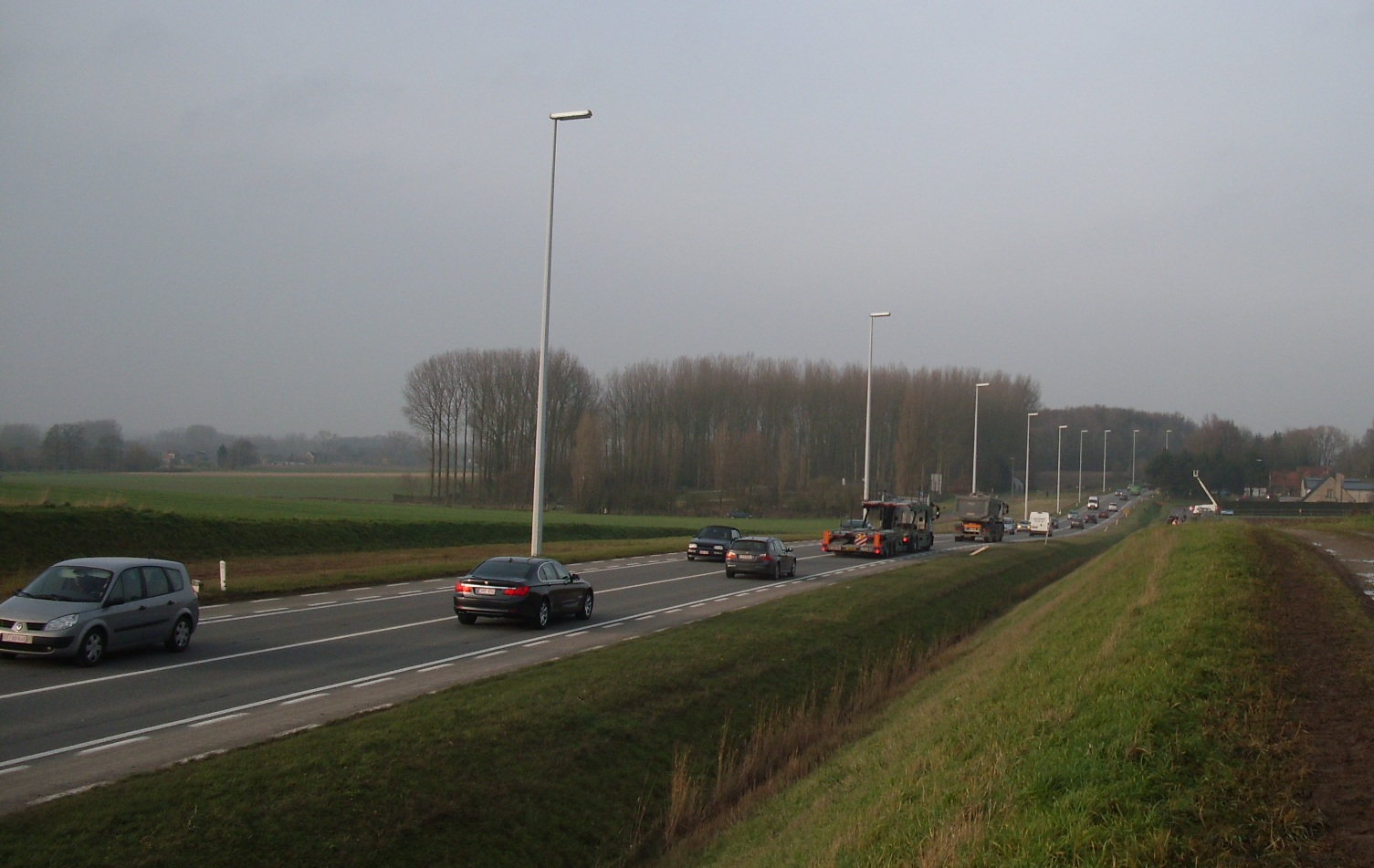
N42 tussen Zottegem en Oosterzele
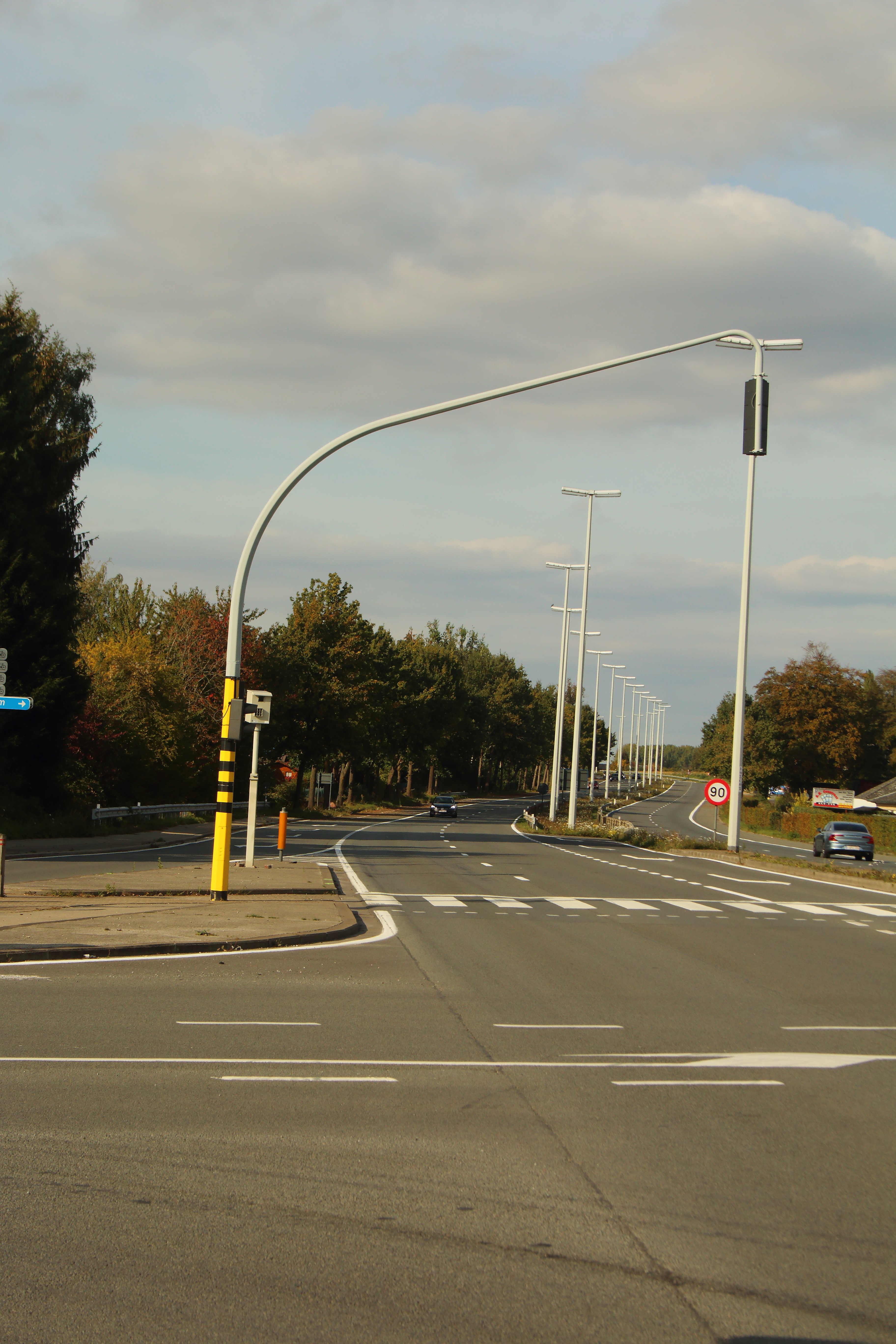
N42 (Europaweg) in Leeuwergem (Zottegem)
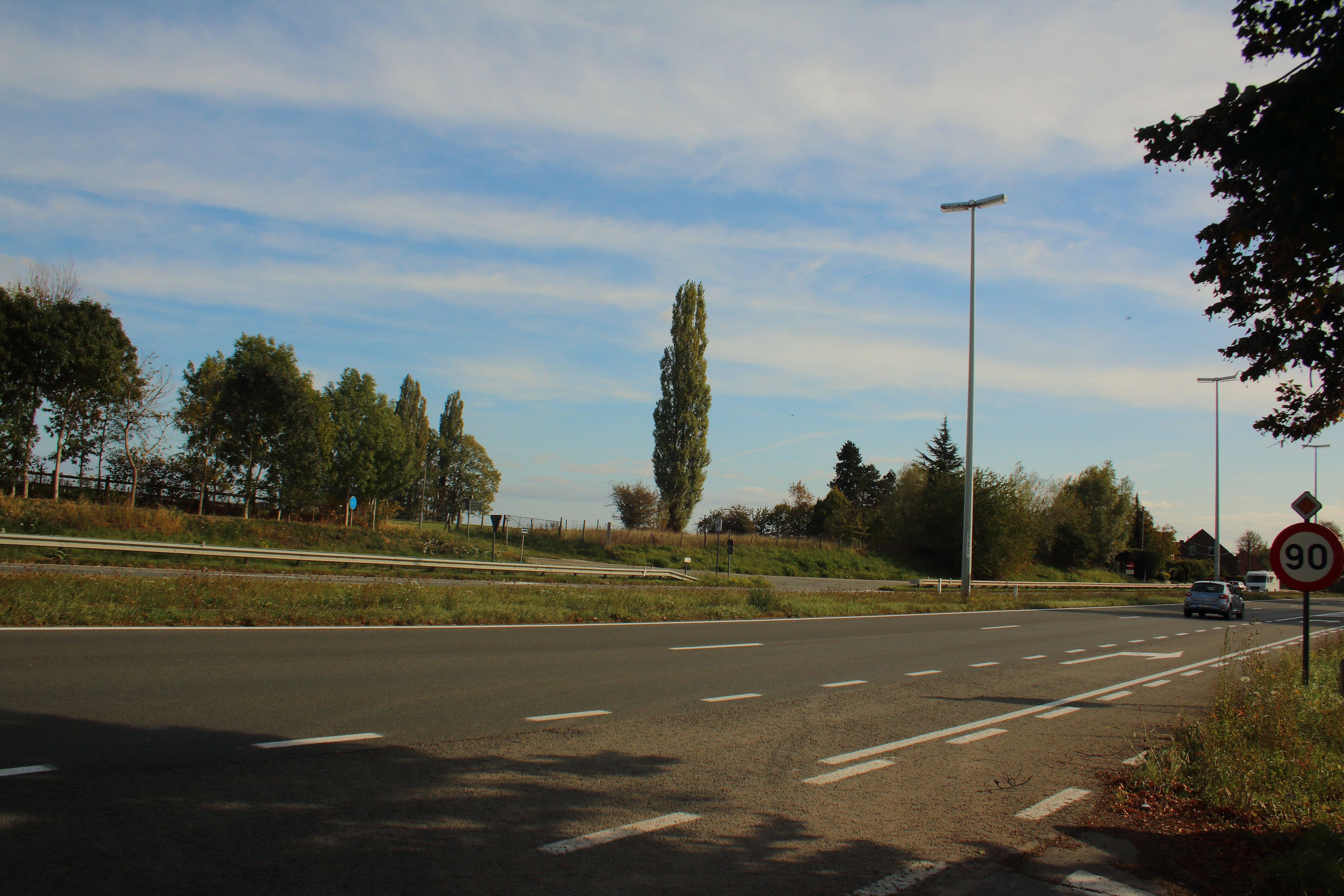
N42 (Europaweg) in Leeuwergem (Zottegem)

## N42a
De N42a is een aftakking van de N42 bij Zottegem. De 3,9 kilometer lange route ligt op de plek waar vroeger de N42 liep. De route gaat over de Gentse Steenweg vanaf Leeuwergem tot aan Wolvenhoek.

## N42b
De N42b is een deel van de N42 ten zuidoosten van Zottegem, tussen de rotonde met de N42a/N454 en de kruising met de Gentweg (N42c) bij Steenhuize-Wijnhuize. De weg heeft een lengte van ongeveer 4,5 kilometer. De bedoeling is om de N42 op dit stuk te verleggen (Rondweg N42 Sint-Lievens-Esse) en daarbij hebben ze dit gedeelte van de weg alvast omgenummerd naar de N42b. De procedure(slag) om deze weg aan te leggen loopt al sinds de jaren 80; in 2020 werden de plannen van het Agentschap Wegen en Verkeer  vernietigd door de Raad voor Vergunningsbetwistingen . In 2022 vernietigde de Raad voor Vergunningsbetwistingen opnieuw de plannen . In de zomer van 2024 werd opnieuw een vergunningsaanvraag ingediend met een herwerkt milieueffectenrapport (MER), deze vergunningsprocedure is nog lopende.

## N42c
De N42c is een 4,5 kilometer lange aftakking van de N42 bij de plaats Ophasselt. De N42c is net zoals de N42a de oude route van de N42. De route gaat vanaf de N42/N42b over de Gentweg, Gapenberg, Vrijheid en de Gentse Steenweg en sluit ten noorden van Geraardsbergen weer aan op de N42.